# Raketschack
Raketschack är en schackvariant som spelas med ett vanligt schackbräde och med vanliga schackpjäser, men där antalet drag per tur ökar med ett för varje omgång. Vit börjar med ett drag, svart svarar med två drag, vit gör sedan tre drag och så vidare. I övrigt gäller samma schackregler som i vanligt schack. När schackning förekommer blir det omedelbart motståndarens tur, oavsett hur många drag spelaren vid draget hade kvar.